# Црква Светог Срђа и Вакха у Подима
Црква Светог Срђа и Вакха у Подима је храм Српске православне цркве који се налази у Подима код Херцег Новог, у Црној Гори. Припада Црногорско-приморској митрополији, архијерејском намјесништву бококоторском.

## Историја
Црква је према предању саграђена у другој половини 14. вијека, а подигао је Сандаљ Хранић Косача.Грађена је у облику крста и има кружно кубе на пандативе. Полукружну апсиду на истоку, а лунета изнад портала декорисана је крстом као Дечани и Богородичина црква на Цетињу. Године 1769. подигнут је и двоспратни звоник, преслица са три звона. Данашњи иконостас цркве урађен је 1803. године, а израдио га је свештеник Симеон Лазовић уз помоћ сина Алексија. У цркви се налазе двије гробнице са сјеверне и јужне стране које су празне, а народно предање казује да је у цркви сахрањен један од чланова династије Немањић.